# Victor Penescu
Victor Penescu (n. 26 mai 1938) este un fost deputat român în legislatura 1992-1996, ales în județul Mehedinți pe listele partidului PDSR.